# Aljaksandra Sasnovitsj
Aljaksandra Aliaksandrawna Sasnovitsj (Wit-Russisch: Аляксандра Аляксандраўна Сасновіч) (Minsk, 22 maart 1994) is een tennisspeelster uit Wit-Rusland. Zij begon op achtjarige leeftijd met tennis. Haar favoriete ondergrond is hardcourt. Zij speelt rechtshandig en heeft een tweehandige backhand. Zij is actief in het internationale tennis sinds 2010.

## Loopbaan
In 2009 nam Sasnovitsj voor het eerst deel aan een ITF-toernooi, in haar woon- en geboorteplaats Minsk (Wit-Rusland). In 2011 won zij haar eerste ITF-titel, in Cagliari (Italië). In juni 2014 won zij haar elfde titel in Brescia (Italië).
In augustus 2014 verwierf zij zich via het kwalificatietoernooi een plaats in het US Open, haar grandslamdebuut. In september 2014 speelde zij voor het eerst op een WTA-hoofdtoernooi, op het toernooi van Tasjkent. Zij bereikte er de tweede ronde.
Sasnovitsj stond in 2015 voor het eerst in een WTA-finale, op het toernooi van Seoel – zij verloor van de Roemeense Irina-Camelia Begu.
Op het dubbelspeltoernooi van het US Open 2019 bereikte Sasnovitsj de halve finale, samen met de Slowaakse Viktória Kužmová. Haar eerste WTA-dubbelspelfinale bereikte zij in 2023 op het toernooi van Hongkong geflankeerd door de Georgische Oksana Kalasjnikova.
In de periode 2012–2021 maakte Sasnovitsj deel uit van het Wit-Russische Fed Cup-team – zij behaalde daar een winst/verlies-balans van 25–17. In 2017 bereikten zij de finale van de Wereldgroep I, door achtereenvolgens Nederland en Zwitserland te verslaan – in de finale, op eigen terrein, verloren zij echter van de Amerikaanse dames, ondanks Sasnovitsj' persoonlijke zege over Sloane Stephens.
Haar hoogste notering op de WTA-ranglijst is de 29e plaats, die zij bereikte in september 2022.

## Posities op deWTA-ranglijst
Positie per einde seizoen:
| jaar | rang enkelspel | rang dubbelspel |
| ---- | -------------- | --------------- |
| 2010 | 717            | –               |
| 2011 | 830            | 1066            |
| 2012 | 534            | 300             |
| 2013 | 135            | 160             |
| 2014 | 142            | 218             |
| 2015 | 103            | 329             |
| 2016 | 121            | –               |
| 2017 | 87             | –               |
| 2018 | 30             | 269             |
| 2019 | 67             | 46              |
| 2020 | 90             | 44              |
| 2021 | 91             | 76              |
| 2022 | 31             | 100             |
| 2023 | 88             | 81              |

## Palmares
| Legenda                 |
| ----------------------- |
| Grandslamtoernooi       |
| Olympische Spelen       |
| Year-End Championships  |
| Premier Mandatory       |
| Premier Five / WTA 1000 |
| Premier / WTA 500       |
| International / WTA 250 |
| Challenger / WTA 125    |

### WTA-finaleplaatsen enkelspel
| nr.              | finale     | toernooi      | ondergrond    | tegenstandster          | score         |         |
| ---------------- | ---------- | ------------- | ------------- | ----------------------- | ------------- | ------- |
| gewonnen finales |            |               |               |                         |               |         |
| geen             |            |               |               |                         |               |         |
| verloren finales |            |               |               |                         |               |         |
| 1.               | 2015-09-27 | WTA Seoel     | hardcourt     | Irina-Camelia Begu      | 3-6, 1-6      | details |
| 2.               | 2018-01-06 | WTA Brisbane  | hardcourt     | Elina Svitolina         | 2-6, 1-6      | details |
| 3.               | 2019-12-22 | WTA Limoges   | hardcourt (i) | Jekaterina Aleksandrova | 1-6, 3-6      | details |
| 4.               | 2022-01-09 | WTA Melbourne | hardcourt     | Amanda Anisimova        | 5-7, 6-1, 4-6 | details |
| 5.               | 2022-08-27 | WTA Cleveland | hardcourt     | Ljoedmila Samsonova     | 1-6, 3-6      | details |
| 6.               | 2024-07-21 | WTA Boedapest | gravel        | Diana Sjnajder          | 4-6, 4-6      | details |

### WTA-finaleplaatsen vrouwendubbelspel
| nr.              | finale     | toernooi     | ondergrond | partner             | tegenstandsters           | score            |         |
| ---------------- | ---------- | ------------ | ---------- | ------------------- | ------------------------- | ---------------- | ------- |
| gewonnen finales |            |              |            |                     |                           |                  |         |
| geen             |            |              |            |                     |                           |                  |         |
| verloren finales |            |              |            |                     |                           |                  |         |
| 1.               | 2023-10-15 | WTA Hongkong | hardcourt  | Oksana Kalasjnikova | Tang Qianhui Tsao Chia-yi | 5-7, 6-1, [9-11] | details |

## Resultaten grandslamtoernooien
| Legenda | Legenda                          |
| ------- | -------------------------------- |
| g.t.    | geen toernooi gehouden           |
| l.c.    | lagere categorie                 |
| –       | niet deelgenomen                 |
| G       | uitgeschakeld in de groepsfase   |
| 1R      | uitgeschakeld in de eerste ronde |
| 2R      | uitgeschakeld in de tweede ronde |
| 3R      | uitgeschakeld in de derde ronde  |
| 4R      | uitgeschakeld in de vierde ronde |
| KF      | uitgeschakeld in de kwartfinale  |
| HF      | uitgeschakeld in de halve finale |
| F       | de finale verloren               |
| W       | het toernooi gewonnen            |
| w-v     | winst/verlies-balans             |

### Enkelspel
| toernooi        | 2014 | 2015 | 2016 | 2017 | 2018 | 2019 | 2020 | 2021 | 2022 | 2023 | 2024 |
| --------------- | ---- | ---- | ---- | ---- | ---- | ---- | ---- | ---- | ---- | ---- | ---- |
| Australian Open | –    | –    | 2R   | 1R   | 3R   | 3R   | 1R   | 1R   | 1R   | 2R   | 1R   |
| Roland Garros   | –    | –    | 1R   | 2R   | 2R   | 1R   | 2R   | 2R   | 4R   | 1R   | –    |
| Wimbledon       | –    | 2R   | 2R   | 1R   | 4R   | 1R   | g.t. | 3R   | –    | 2R   | –    |
| US Open         | 2R   | 1R   | 1R   | 2R   | 3R   | 2R   | 3R   | 1R   | 2R   | 1R   |      |

### Vrouwendubbelspel
| toernooi        | 2018 | 2019 | 2020 | 2021 | 2022 | 2023 | 2024 |
| --------------- | ---- | ---- | ---- | ---- | ---- | ---- | ---- |
| Australian Open | –    | 3R   | 3R   | 1R   | 1R   | 3R   | 2R   |
| Roland Garros   | 3R   | 1R   | KF   | 1R   | 1R   | –    | 1R   |
| Wimbledon       | 1R   | 2R   | g.t. | 1R   | –    | 1R   | –    |
| US Open         | 1R   | HF   | 1R   | 1R   | 2R   | 1R   |      |